# OSCAR 26
OSCAR 26, ITAMSAT, Italy-OSCAR 26, IO-26 ist ein italienischer Amateurfunksatellit für Packet Radio.

## Aufbau
Der Satellit ist ein Mikrosatellit mit einer Kantenlänge von 150 mm, vier Flächen tragen Solarmodule, an der Oberseite ist die VHF-Antenne (Monopol) und an der Unterseite eine geneigte Turnstile-Antenne mit vier Elementen für UHF montiert. Der Satellit ist mit einem Bulletin Board ausgerüstet, das Internet-Verkehr im Teilstreckenverfahren ermöglichte. Er hat vier Uplinks im 2-m-Band und zwei Downlinks im 70-cm-Band. Der Downlink-Sender hatte eine Leistung von 4 Watt.

## Mission
Der Satellit wurde am 26. September 1993 als Sekundärnutzlast mit einer Ariane-4-Rakete im Weltraumbahnhof Kourou gestartet. Nach dem erfolgreichen Start erhielt der vorher als ITAMSAT bekannte Satellit die OSCAR-Nummer 26 zugewiesen. Der Satellit stellte seinen Betrieb im Juni 2000 ein.

## Frequenzen
- Digital Transponder - Mode JD
- Uplinks (MHz): 145,875; 145,900; 145,25; 145,950 (1200 bps Manchester-Code)
- Downlinks (MHz): 437,822; 435,867 (1200 bps BPSK)
- Rufzeichen: IY2SAT